# الجدول الزمني لنتفليكس
نتفليكس هي شركة إنتاج ومزود تكنولوجيا ووسائط أمريكية ومقرها في لوس غاتوس، كاليفورنيا، وقد أسسها ريد هاستينغز ومارك راندولف عام 1997 في سكوتس فالي، كاليفورنيا. هذا هو تاريخ موجز لتكوين ونمو نتفليكس، والتي نمت لتصبح أكبر شركة ترفيه في الولايات المتحدة من حيث القيمة السوقية اعتبارًا من عام 2020.

## الجدول الزمني الكامل
| العام | الشهر والتاريخ  | نوع الحدث | تفاصيل |
| ----- | --------------- | --------- | --- |
| 1997  | 29 آب           | شركة      | نتفليكس تأسست في سكوتس فالي، كاليفورنيا من قبل مارك راندولف وريد هاستينغز، الذين سبق لهم العمل معًا في Pure Software. |
| 1998  | 14 نيسان        | منتج      | نتفليكس تطلق موقعها على شبكة الإنترنت مع 925 عنوانًا متاحًا للإيجار من خلال نموذج الدفع مقابل الإيجار التقليدي (50 سنت أمريكي لكل بريد أمريكي للتأجير, يتم تطبيق الرسوم المتأخرة). |
| 1999  | تموز            | تمويل     | تجمع نتفليكس ما يصل إلى 30 مليون دولار من رأس المال المخاطر. |
| 1999  | أيلول           | منتج      | تطلق نتفليكس مفهوم الاشتراك الشهري. |
| 2000  |                 | شركة      | تقدم نتفليكس نفسها للاستحواذ على بلوك باستر مقابل 50 مليون دولار، ومع ذلك، رفضت بلوك باستر العرض. |
| 2002  |                 | مسابقة    | تم تأسيس ريدبوكس. فإنه يوفر دي في دي الإيجارات عبر البيع بالتجزئة الآلي في الأكشاك. بعد عام تصطاد ميتش لوي، الذي كان مديرًا تنفيذيًا مؤسسًا في نتفليكس. |
| 2002  | 29 أيار         | شركة      | بدأت نتفليكس إطلاق سوق الأوراق المالية، ببيع 5.5 مليون سهم عادي بسعر دولار أمريكي 15.00 لكل سهم. يحقق 82.5 مليون دولار. |
| 2003  | نيسان           | نمو       | تعلن نتفليكس عن وصولها إلى مليون مشترك. |
| 2004  | 11 آب           | مسابقة    | أطلقت Blockbuster Blockbuster عبر الإنترنت للتنافس مع نتفليكس، حيث تقدم إيجارات دي في دي غير محدودة مقابل رسوم ثابتة تبلغ 19.99 دولارًا في الشهر. |
| 2006  | 7 أيلول         | مسابقة    | |
| 2006  | 1 تشرين الأول   | شركة      | قدمت نتفليكس جائزة قدرها 1,000,000 دولار أمريكي للمطور الأول لتوصية الفيديو خوارزمية يمكن أن يتفوق على الخوارزمية الحالية، Cinematch، في توقع تقييمات العملاء بأكثر من 10٪. |
| 2007  | 15 كانون الثاني | منتج      | تعلن نتفليكس أنها ستطلق بث الفيديو. |
| 2007  | شباط            | منتج      | قدمت نتفليكس قرص دي في دي المليار وبدأت في الابتعاد عن نموذج الأعمال الأساسي الأصلي لإرسال أقراص دي في دي بالبريد من خلال تقديمه فيديو حسب الطلب عبر الانترنت. |
| 2008  | 12 آذار         | مسابقة    | هولو، خدمة بث مباشر عبر الإنترنت منافسة، يتم إطلاقها للوصول العام في الولايات المتحدة. |
| 2008  | آب              | منتج      | واجهت نتفليكس تلفًا هائلاً في قاعدة البيانات. هذا يدفعها إلى نقل جميع بياناتها إلى ملف خدمات أمازون ويب. يكمل انتقاله إلى السحابة بحلول يناير 2016. |
| 2009  | 12 حزيران       | دولي      | تم إطلاق برامج نتفليكس الأصلية. |
| 2010  | 22 أيلول        | دولي      | بدأت نتفليكس في توسيع خدمة البث إلى السوق الدولية, بدءً من كندا. |
| 2010  | كانون الأول     | قانوني    | يحظر نظام FCC Open Internet Order على مزودي خدمة التلفزيون والهاتف من منع الوصول إلى المنافسين أو مواقع ويب معينة مثل نتفليكس. |
| 2011  | نيسان           | مسابقة    | تعلن Vudu عن إطلاق ملف الخدمات وسائط متدفقة. |
| 2011  | حزيران          | فريق      | المدير التنفيذي لنتفليكس ريد هاستينغز ينضم إلى مجلس إدارة فيسبوك. |
| 2011  | 5 أيلول         | دولي      | نتفليكس تطلق خدمة البث في البرازيل |
| 2011  | 7 أيلول         | دولي      | نتفليكس تطلق خدمة البث في الأرجنتين وأوروغواي وباراغواي |
| 2011  | 8 أيلول         | دولي      | نتفليكس تطلق خدمة البث في شيلي وبوليفيا |
| 2011  | 9 أيلول         | دولي      | نتفليكس تطلق خدمة البث في منطقة الأنديز، بما في ذلك بيرو والإكوادور |
| 2011  | 12 أيلول        | دولي      | نتفليكس تطلق خدمة البث في المكسيك وأمريكا الوسطى ومنطقة البحر الكاريبي |
| 2011  | 18 أيلول        | منتج      | ريد هاستينغز يقول في منشور مدونة نتفليكس أن قسم دي في دي في نتفليكس سيتم تقسيمه وإعادة تسميته كويكستر، وسيكون التغيير الرئيسي الوحيد هو مواقع الويب المنفصلة للخدمات. سيتم سحب هذا التغيير بعد شهر. |
| 2011  | تشرين الثاني    | تمويل     | انخفض سهم نتفليكس من 42.16 للسهم في يوليو إلى 9.12 للسهم في نوفمبر، حيث استقال 800000 مشترك. |
| 2012  | 4 كانون الثاني  | دولي      | بدأت نتفليكس في التوسع في أوروبا، حيث أطلقت في المملكة المتحدة وأيرلندا. بحلول 18 أيلول، توسعت إلى الدنمارك وفنلندا والنرويج والسويد. |
| 2012  | نيسان           | شركة      | ملفات نتفليكس ذات الامتداد لجنة الانتخابات الفيدرالية لتشكيل لجنة العمل السياسي تسمى فليكسباك. |
| 2012  | كانون الأول     | منتج      | تجارب نتفليكس الهائلة ليلة عيد الميلاد أدت لانقطاع التيار الكهربائي، بسبب على الاستضافة خدمات أمازون ويب. تصدر أمازون اعتذارًا بعد عدة أيام. |
| 2013  | 1 شباط          | منتج      | نتفليكس بدأت ببث بيت البطاقات، أول محتواها الأصلي. |
| 2013  | 1 آب            | منتج      | أعلنت نتفليكس عن ميزة "ملفات التعريف" التي تسمح للحسابات باستيعاب ما يصل إلى خمسة ملفات تعريف للمستخدمين, مرتبطة إما بأفراد أو موضوعات من اختيارهم (على سبيل المثال، "DateNight"). |
| 2013  | تشرين الثاني    | مسابقة    | دش نيتورك يعلن أن بلوك باستر سيتم إغلاق جميع المتاجر المتبقية بحلول نهاية العام. |
| 2014  | شباط            | منتج      | اكتشفت نتفليكس أن Comcast Cable تعمل على إبطاء حركة المرور, ويعلن أنه سيدفع لشركة Comcast لإنهاء التباطؤ. |
| 2014  | 10 أيلول        | منتج      | شاركت نتفليكس في "تباطؤ الإنترنت" عن طريق إبطاء سرعتها عن قصد, والإعلان عن معارضتها للتغييرات المقترحة في حيادية الإنترنت القواعد التي تعمل ضد حيادية الشبكة من خلال منح مواقع الويب المفضلة خيار الدفع لشركات الاتصالات مقابل مسار سريع مضمون ، مما يؤدي في الواقع إلى إبطاء مواقع الويب التي لا تدفع مقابل هذا المسار السريع. |
| 2015  | 24 حزيران       | تمويل     | تعلن نتفليكس عن تجزئة الأسهم بنسبة 7: 1 في شكل توزيعات أرباح لستة أسهم إضافية لكل سهم قائم, يتم دفعها في 14 يوليو إلى مالكي الأسهم المسجلين عند إغلاق 2 يوليو. سيبدأ التداول بسعر ما بعد التجزئة في 15 يوليو. |
| 2015  | تموز            | تمويل     | تعلن نتفليكس أن سهمها قد ارتفع إلى أعلى مستوى له على الإطلاق (إلى ما يقرب من 100 دولار للسهم), بزيادة قدرها 574٪ خلال السنوات الخمس الماضية. |
| 2015  | 2 أيلول         | دولي      | نتفليكس تطلق خدمة البث في اليابان. |
| 2015  | تشرين الأول     | منتج      | أعلنت نتفليكس أنها سترفع سعر خطتها القياسية عالية الدقة إلى 10 دولارات شهريًا, بزيادة من 9 دولارات شهريًا للعملاء الجدد. سيتم تطبيق هذا الارتفاع في الأسعار تدريجيًا, وهي استراتيجية تسميها "عدم الجد." |
| 2016  | 6 كانون الثاني  | دولي      | في المعرض الإلكترونيات الاستهلاكية، أعلنت نتفليكس عن توسع دولي كبير في 130 منطقة جديد، مع هذا التوسع، روجت الشركة أن خدمتها ستكون متاحة الآن تقريبًا "في جميع أنحاء العالم"، مع الاستثناءات البارزة الوحيدة بما في ذلك الصين، والمناطق الخاضعة لعقوبات الولايات المتحدة، مثل القرم (أوكرانيا)، سوريا، وكوريا الشمالية.           |
| 2016  | كانون الثاني    | منتج      | أعلنت نتفليكس أنها ستطلق أعمالًا أصلية تستهدف الأطفال. |
| 2016  | 11 شباط         | منتج      | أنهت نتفليكس ترحيلها الهائل لخوادم البيانات الخاصة بها إلى خدمات أمازون ويب. |
| 2016  | آذار            | قانوني    | تنص نتفليكس على أنها ترسل مقاطع فيديو منخفضة الجودة لمشتركي الهاتف المحمول على شبكات AT&T و Verizon على مدار السنوات الخمس الماضية. البعض يتهم نتفليكس بالنفاق على حيادية الإنترنت. |
| 2016  | أيار            | الشراكة   | تعاونت نتفليكس مع يونيفزيون لبث الموسم الأول من برنامجه الأصلي ناركوس- اختبار ما إذا كان بث المواسم القديمة على التلفزيون التقليدي يمكن أن يجذب الناس للاشتراك في الخدمة قبل الموسم المقبل. |
| 2016  | 30 تشرين الثاني | منتج      | بعد سنوات من الطلبات من المشتركين، تطرح نتفليكس ميزة التشغيل دون اتصال بالإنترنت لجميع مشتركيها في جميع أسواقها. |
| 2017  | تشرين الأول     | مسابقة    | أظهرت دراسة أن عدد مشتركي نتفليكس تساوي الآن عدد جميع مشتركي الكابل مجتمعين، 73٪ من جميع الأسر الأمريكية. |
| 2019  | حزيران-تموز     | محتوى     | أعلنت نتفليكس أن فريندز والمكتب ستترك المنصة داخل الولايات المتحدة للذهاب إلى منصات البث الأخرى. |